# Gorska metvica
Gorska metvica (marulja), gorska metvica je hrvatski naziv danas nepriznatog biljnog roda Calamintha u redu Lamiales, dok je naziv marulja dan također danas nepriznatom rodu Acinos kao i rodu Marrubium. Rod Marrubium hrvatski se naziva i tetrljan.
Vrste koje su uključivane u ove sada nepriznate rodove uključene su u rod Clinopodium, hrvatski talac i bukvica.